# Hanan Porat
Hanan Porat fue un rabino y un educador israelí. Hanan Porat (en hebreo: חנן פורת, 5) 5 de diciembre de 1943 - 4 de octubre de 2011) fue un rabino, educador y político ortodoxo israelí que sirvió como miembro de la Knéset para el partido Tehiya, el Partido Nacional Religioso, Tkuma y la Unión Nacional, entre los años 1981 y 1984, y entre 1988 y 1999.

## Biografía
Hanan Spitzer (posteriormente Porat) nació en Kfar Pines durante la era del Mandato Británico de Palestina. En 1944, su familia se mudó a Kfar Etzion. A principios de 1948, durante los disturbios árabes de 1948, Kfar Etzion fue sitiada y los niños fueron evacuados a Jerusalén. El padre de Porat también se trasladó allí para organizar los convoyes. Después de la masacre de Kfar Etzion, su familia se instaló en Kfar Pines. Porat estudió en la escuela secundaria Bnei Akiva, en la Yeshivá Kerem BeYavneh, en el colegio talmúdico Yeshivá Mercaz HaRav Kook y posteriormente fue ordenado como rabino. Trabajó como profesor de religión judía en varias Yeshivot. Porat es uno de los personajes principales que aparecen en la historia de los paracaidistas israelíes que liberaron Jerusalén y defendieron a la nación de Israel. Porat sirvió en la 55.ª Brigada de Paracaidistas de Israel, durante la Guerra de los Seis Días y estuvo entre las tropas que capturaron el Monte del Templo y conquistaron Jerusalén Este. Durante un momento tan importante en la Historia de Israel Porat dijo: 

"Estamos escribiendo el próximo capítulo de la Biblia."

 Más tarde dijo que la victoria israelí debería haberse convertido en una fiesta nacional. Después de la Guerra de los Seis Días, ayudó a restablecer el bloque de asentamientos israelíes de Gush Etzion en Cisjordania. Convenció al primer ministro Levi Eshkol para que le concediera permiso para establecerse en Gush Etzion. Primero restableció la comunidad de Kfar Etzion. Luego, junto con el Rabino Yoel Bin-Nun, fundó la Yeshivá de Har Etzion y la comunidad de Alon Shvut. Reclutaron a Rav Yehuda Amital para dirigir la nueva Yeshivá, y un par de años más tarde, el Rabino Aharon Lichtenstein llegaría después de hacer Aliyá para codirigir la Yeshivá junto con Amital. Porat resultó gravemente herido en la guerra de Yom Kipur en 1973, en la orilla del canal de Suez.  Se recuperó y estuvo entre los fundadores del movimiento de colonos Gush Emunim, que fundó más de 100 asentamientos israelíes. En 1975, dirigió la fundación del asentamiento de Elon Moreh, el primer asentamiento israelí en la Cisjordania ocupada, en Sebastia. Porat murió el 4 de octubre de 2011, a los 67 años, de un cáncer. Le sobrevivieron su esposa, 10 hijos y 20 nietos.

## Carrera política
En las elecciones de 1981, Porat fue elegido miembro de la Knéset por la lista Tehiya. Dimitió el 7 de marzo de 1984, hacia el final del mandato de la Knéset, y fue sustituido por Zvi Shiloah. Después de la evacuación de Yamit en 1982, anunció su intención de construir nuevos asentamientos en partes de la Tierra de Israel que aún no estaban en manos israelíes. En 1995, convenció al primer ministro Isaac Rabin de que no entregara la Tumba de Raquel a la Autoridad Nacional Palestina. Porat trató de evitarlo de nuevo en 2008. Antes de la retirada unilateral de Israel de la Franja de Gaza, Porat instruyó a jóvenes colonos de los asentamientos de Neve Dekalim y Gush Katif, para que empleasen técnicas de resistencia pacífica e hicieran frente a las fuerzas israelíes encargadas de llevar a cabo la orden de evacuación de los asentamientos. En 1988, Porat regresó a la Knéset, esta vez como miembro del Partido Nacional Religioso, el Mafdal. Porat fue reelegido en 1992 y 1996. En 1996, fue nombrado presidente del grupo parlamentario del Mafdal, pero el 4 de marzo de 1999, él y Zvi Hendel abandonaron el partido para establecer una nueva facción, inicialmente llamada Emunim, más tarde rebautizada como Tkuma. Antes de las elecciones de 1999, Tkuma formó una alianza con otros pequeños partidos de derecha, formando una coalición política llamada Unión Nacional. Porat quedó tercero en la lista de la Unión y fue reelegido nuevamente.  Sin embargo, dimitió de la Knesset el 20 de octubre de ese mismo año y fue sustituido por Zvi Hendel.